# Hyundai S-Coupé
Hyundai S-Coupé var en forhjulstrukket sportscoupé fra Hyundai, baseret på Hyundai Pony X2 og bygget mellem efteråret 1989 og midten af 1996.

## Modelhistorie
Efter at S-Coupé i starten af 1990 var kommet på markedet i Asien, blev den fra sommeren 1991 også eksporteret til Europa.
I starten var modellen udstyret med en firecylindret rækkemotor på 1468 cm³ med 62 kW (84 hk) ved 5500 omdr./min. og et maksimalt drejningsmoment på 124 Nm ved 3000 omdr./min, leveret af Mitsubishi. Modellen kunne fås med bl.a. servostyring og glasskydetag. Bilen var som standard udstyret med femtrins manuel gearkasse, men kunne mod merpris også leveres med firetrins automatgear.

### Facelift
I foråret 1993 fulgte et facelift, som gav S-Coupé et rundere og mere moderne karrosseri.
Også motoren blev modificeret. Den nye selvudviklede motor havde tre ventiler pr. cylinder og slagvolumet blev øget til 1495 cm³. Motoren ydede 66 kW (90 hk) ved 5600 omdr./min. og havde et maksimalt drejningsmoment på 134 Nm ved 4000 omdr./min. Motoren fandtes også i en turboversion med 85 kW (115 hk) ved 5500 omdr./min. og et maksimalt drejningsmoment på 170 Nm ved 4500 omdr./min.
- Hyundai S-Coupé (1993-1996)
- Bagfra

I juni 1996 blev produktionen af S-Coupé indstillet. Efterfølgeren kom på markedet i september samme år og hed nu blot Hyundai Coupé.

## Tekniske data
|                                                | 1,5                             | 1,5                             | 1,5 Turbo                 |
| Byggeperiode                                   | 1989−1993                       | 1993−1996                       | 1993−1996                 |
| Motordata                                      |                                 |                                 |                           |
| Motortype                                      | R4-benzinmotor                  | R4-benzinmotor                  | R4-benzinmotor            |
| Antal ventiler pr. cylinder                    | 2                               | 3                               | 3                         |
| Ventilstyring                                  | OHC, tandrem                    | OHC, tandrem                    | OHC, tandrem              |
| Fødesystem                                     | Multipoint                      | Multipoint                      | Multipoint                |
| Trykladning                                    | –                               | –                               | Turbolader, ladeluftkøler |
| Køling                                         | Vandkøling                      | Vandkøling                      | Vandkøling                |
| Motorfabrikat                                  | Mitsubishi                      | Hyundai                         | Hyundai                   |
| Motorkode                                      | G 15 B                          | Alpha                           | Alpha                     |
| Boring × slaglængde                            | 75,5 × 82,0 mm                  | 75,5 × 83,5 mm                  | 75,5 × 83,5 mm            |
| Slagvolume                                     | 1468 cm³                        | 1495 cm³                        | 1495 cm³                  |
| Kompressionsforhold                            | 9,4:1                           | 10,0:1                          | 7,5:1                     |
| Maks. effekt ved omdr./min.                    | 62 kW (84 hk) /5500             | 66 kW (90 hk) /5600             | 85 kW (115 hk) /5500      |
| Maks. drejningsmoment ved omdr./min.           | 124 Nm /3000                    | 134 Nm /4000                    | 170 Nm /4500              |
| Kraftoverførsel                                |                                 |                                 |                           |
| Drivende hjul                                  | Forhjul                         | Forhjul                         | Forhjul                   |
| Gearkasse (standardudstyr)                     | 5-trins manuel                  | 5-trins manuel                  | 5-trins manuel            |
| Gearkasse (ekstraudstyr)                       | 4-trins automatisk              | 4-trins automatisk              | 4-trins automatisk        |
| Præstationer                                   |                                 |                                 |                           |
| Topfart                                        | 170−175 km/t (155 km/t)         | 180 km/t (166 km/t)             | 205 km/t (194 km/t)       |
| Acceleration 0-100 km/t                        |                                 | 11,1 sek. (14,0 sek.)           | 9,2 sek.                  |
| Brændstofforbrug pr. 100 km ved blandet kørsel | 7,5 liter (7,3 liter) Blyfri 95 | 7,5 liter (7,6 liter) Blyfri 95 | 8,4 liter Blyfri 95       |

1. ↑  Værdier i ( ) gælder for versioner med automatgear.

### Bemærkninger
Motorerne kan fra og med modelår 1992 køre på E10-brændstof.
1. ↑  Modelåret kan afgøres ud fra stelnummerets 10. tegn (M = 1991, N = 1992, P = 1993, R = 1994, S = 1995 og T = 1996)